# Louis Michel Auguste Thévenet
Louis Michel Auguste Thévenet (auch: Louis Michel Auguste Danican) (* 28. März 1764 in Paris; † 17. Dezember 1848 in Itzehoe) war ein französischer General.

## Leben
Louis Michel Auguste Thévenet stammte aus einer verarmten Adelsfamilie.
Er trat im Juni 1779 als Freiwilliger in die Marine ein (marine sur l’Amphytrite) und war von November 1782 bis April 1786 Soldat im Régiment de Barrois. In der Zeit von Dezember 1786 bis September 1788 war er Reiter im Régiment de Quercy-cavalerie und während der Französischen Revolution war er von Dezember 1787 bis April 1788 bei den Gendarmen der Königin, den Maréchaussée. 1789 wechselte er zur Nationalgarde. Im Juli 1792 erfolgte seine Beförderung zum Lieutenant.colonel in der Légion du Midi. Am 1. Oktober 1792 kam er zur Husaren-Einheit Eclaireurs de Fabrefonds und kurz danach zum 8e régiment de hussards. Am 28. Mai 1793 wurde er dort Brigadekommandant. Im September 1793 erfolgte die Beförderung zum Général de brigade.
Aufgrund seiner Misserfolge bei den Kampfhandlungen wurde er verdächtigt, mit dem Feind zu sympathisieren, und im November 1793 suspendiert. Im April 1794 wurde er allerdings mit Hilfe von General Edmond Dubois-Crancé wieder eingesetzt und diente daraufhin in der Basse-Normandie und in der Maine-Provinz, bis er im September 1795 seinen Rücktritt erklärte. Weil er beim Nationalkonvent gegen andere Generäle (Generaladjutant Bonland, General Turreau und General Francois Vachot) aussagte, die in der Vendee Grausamkeiten begangen hatten, wurde er in Abwesenheit von der royalistischen Abteilung zum Tode verurteilt. Daraufhin flüchtete er in das deutsche Ausland und war dort für deutsche Fürsten als Agent tätig.
Später kehrte er heimlich nach Frankreich zurück und konnte einem polizeilichen Zugriff während des Staatsstreichs am 4. September 1797 in die Schweiz entkommen. 1800 zog er in das Piemont und wurde dort Maréchal de camp. Von da aus ging er noch für unbekannte Zeit nach England und kehrte nach der Restauration nach Frankreich zurück. Er wurde in der Armee aufgenommen, erhielt aber seinen Generalsrang nicht zurück. Später ging er erneut nach England und diente dort beim Militär.
Nach seiner Pensionierung siedelte er 1818 nach Deutschland über und hatte in Itzehoe seinen Wohnsitz, im Sommer lebte er im nahe liegenden Breitenburg in seinem Landhaus „Plageberg“, das er nach seiner Tochter in Charlottenberg umbenannte. Dort und in Itzehoe pflegte er Kontakte zu dem Schriftsteller Johann Gottwerth Müller. Er selber betätigte sich ebenfalls als Schriftsteller und schrieb auch Aufsätze für das Itzehoer Wochenblatt.
Er war mit einer Engländerin verheiratet und hatte mehrere Töchter. Nach dem Tod seiner ersten Frau heiratete er deren Schwester, die Ehe blieb aber kinderlos. Seine Urenkelin Helene Gries-Danican wurde später eine bekannte Malerin.

## Werke
- Notice sur le 13 vendémiaire, ou Les Parisiens vengés, dédié aux veuves et orphelins des Français assassinés par la Convention - 1796 Digitalisat

- Les brigands démasqués, ou mémoire pour servir à l’histoire du temps présent. - 1796 Digitalisat

- Cassandra oder Folgen der Französischen Revolution: aus dem Französischen frei übertragen mit Zusätzen über die neueren Ereignisse bis auf das Spätjahr 1799. Kairo 1799. Digitalisat